# Pascal Verbeken
Pascal Verbeken (Gent, 1965) is een Vlaams schrijver, journalist en documentairemaker.

## Biografie
Pascal Verbeken groeide op in de Gentse wijk Moscou. Hij staat bekend als Wallonië-kenner.
Verbeken studeerde Germaanse filologie aan de Universiteit Gent en woont in Leefdaal.

## Werk
Verbeken was redacteur van De Standaard in 1998. In 1999-2010 was hij redacteur van Humo, daarvoor werkte hij als freelancer. Hij werkte eveneens voor Knack, De Morgen, VRT en RTBF.

### Publicaties
- Arm Wallonië (2007)
- Grand Central Belge (2011)
- Eurowash 2000 (2012)
- Somewhere City (2013)
- Tranzyt Antwerpia (2013)
- Miavoye (2014)
- Duistere wegen - Vincent van Gogh in de Borinage (2015)
- Brutopia - De dromen van Brussel (2019)
- Mijn Charleroi - Een gids voor ontdekkingsreizigers (2024)

### Documentaires
- Arm Wallonië (2010) - Regie en scenario  (uitgezonden op Canvas en RTBF)
- La terre promise (2010) - Regie en scenario
- 100 jaar Vooruit (2013) - Co-scenarist
- Grand Central Belge (2014) - Co-scenarist

### Hoorspel
- Miavoye (2014)

## Onderscheidingen
- Arm Wallonië (2007) won de M.J. Brusseprijs voor het Beste Journalistieke Boek van het Nederlands Fonds voor Bijzondere Journalistieke Projecten en haalde de shortlist van de ABN AMRO Bank Prijs voor non-fictie
- Grand Central Belge was genomineerd op de shortlist van de VPRO Bob den Uyl-prijs voor het Beste Reisboek en de tiplijst van de AKO-literatuurprijs